# Glehnia
Genre
Glehnia est un genre de plantes à fleurs de la famille des Apiaceae. Deux espèces y ont été classées : Glehnia leiocarpa et Glehnia littoralis. Une seule est acceptée, répartie sur les côtes nord du Pacifique : G. leiocarpa est considérée comme une sous-espèce américaine de G. littoralis.

## Liste des taxons de rang inférieur
Selon la WCVP :
- Glehnia leiocarpa Mathias, synonyme de Glehnia littoralis subsp. leiocarpa (Mathias) Hultén
- Glehnia littoralis (A.Gray) F.Schmidt ex Miq., nom correct
- Glehnia littoralis subsp. leiocarpa (Mathias) Hultén, nom correct
- Glehnia littoralis var. leiocarpa (Mathias) B.Boivin, synonyme de Glehnia littoralis subsp. leiocarpa (Mathias) Hultén
- Glehnia littoralis f. leiocarpa (Mathias) Liou & Y.H.Chang, synonyme de Glehnia littoralis subsp. leiocarpa (Mathias) Hultén

## Taxonomie
Ce genre est décrit en 1867 par le botaniste néerlandais Friedrich Anton Wilhelm Miquel, à partir des travaux du botaniste russe Friedrich Schmidt.
Le genre Phellopterus Benth. est synonyme de Glehnia,.